# Rkia Mazrouaï
Rkia Mazrouaï (arabisch رقية مزراوي, DMG Ruqayya Mazrāwī; * 11. Mai 2002 in Amsterdam) ist eine niederländisch-marokkanische Fußballspielerin.

## Karriere

### Klub
Sie startete ihre Karriere bei PSV Beloften und wechselte zur Saison 2020/21 nach Belgien, wo sie beim KAA Gent unterkam. Seit Januar 2023 steht sie nun bei Sporting Charleroi unter Vertrag.

### Nationalmannschaft
In ihrer Jugend war sie in U-Mannschaften für die Niederlande wie auch Marokko aktiv. Im Erwachsenenbereich vollzog sie aber den kompletten Wechsel nach Marokko hin. Ihr Debüt in der marokkanischen A-Nationalmannschaft hatte sie am 10. Juni 2021 bei einem 3:0-Freundschaftsspielsieg über Mali. In den nächsten beiden Jahren kam sie noch in ein paar Freundschaftsspielen zum Einsatz.
Am 11. Juli 2023 wurde sie für den Kader der Weltmeisterschaft 2023 nominiert.